# SIAH2
SIAH2 (англ. Siah E3 ubiquitin protein ligase 2) – білок, який кодується однойменним геном, розташованим у людей на короткому плечі 3-ї хромосоми.  Довжина поліпептидного ланцюга білка становить 324 амінокислот, а молекулярна маса — 34 615.
| 10         |  | 20         |  | 30         |  | 40         |  | 50         |
| ---------- |  | ---------- |  | ---------- |  | ---------- |  | ---------- |
| MSRPSSTGPS |  | ANKPCSKQPP |  | PQPQHTPSPA |  | APPAAATISA |  | AGPGSSAVPA |
| AAAVISGPGG |  | GGGAGPVSPQ |  | HHELTSLFEC |  | PVCFDYVLPP |  | ILQCQAGHLV |
| CNQCRQKLSC |  | CPTCRGALTP |  | SIRNLAMEKV |  | ASAVLFPCKY |  | ATTGCSLTLH |
| HTEKPEHEDI |  | CEYRPYSCPC |  | PGASCKWQGS |  | LEAVMSHLMH |  | AHKSITTLQG |
| EDIVFLATDI |  | NLPGAVDWVM |  | MQSCFGHHFM |  | LVLEKQEKYE |  | GHQQFFAIVL |
| LIGTRKQAEN |  | FAYRLELNGN |  | RRRLTWEATP |  | RSIHDGVAAA |  | IMNSDCLVFD |
| TAIAHLFADN |  | GNLGINVTIS |  | TCCP       |  |            |  |            |

A: Аланін

C: Цистеїн

D: Аспарагінова кислота

E: Глутамінова кислота

F: Фенілаланін

G: Гліцин

H: Гістидин

I: Ізолейцин

K: Лізин

L: Лейцин

M: Метіонін

N: Аспарагін

P: Пролін

Q: Глутамін

R: Аргінін

S: Серин

T: Треонін

V: Валін

W: Триптофан

Кодований геном білок за функціями належить до трансфераз, фосфопротеїнів. 
Задіяний у таких біологічних процесах як апоптоз, клітинний цикл, убіквітинування білків. 
Білок має сайт для зв'язування з іонами металів, іоном цинку. 
Локалізований у цитоплазмі, ядрі.